# Birdy (film)
Pour les articles homonymes, voir Birdy.
Pour plus de détails, voir Fiche technique et Distribution.
Birdy est un film américain réalisé par Alan Parker et sorti en 1984. Il s'agit d'une adaptation du roman du même nom de William Wharton.
Présenté en compétition officielle au festival de Cannes 1985, il remporte le grand prix.

## Synopsis
Deux amis d'enfance reviennent de la guerre du Viêt Nam marqués à jamais : Birdy entame un long séjour à l'hôpital et ne sort plus de son mutisme. Prostré, isolé, il passe des heures à fixer le ciel et à rêver de pouvoir voler comme un oiseau. De son côté, son ami Al, gravement blessé au visage lors des combats, décide alors d'entrer dans son jeu pour l'aider à retrouver ses esprits...

## Fiche technique
Sauf indication contraire, les informations mentionnées dans cette section peuvent être confirmées par la base de données cinématographiques IMDb,  présente dans la section « Liens externes ».
- Titre original et francophone : Birdy
- Réalisation : Alan Parker
- Scénario : Sandy Kroopf et Jack Behr, d'après le roman Birdy de William Wharton
- Musique originale : Peter Gabriel
- Photographie : Michael Seresin
- Décors : Geoffrey Kirkland
- Costumes : Kristi Zea
- Montage : Gerry Hambling
- Production : Alan Marshall
  - Producteur associé : Ned Kopp
  - Producteur délégué : David Manson
- Sociétés de production : A&M Films et TriStar
- Société de distribution : TriStar
- Pays de production :  États-Unis
- Langue originale : anglais
- Format :
- Genre : Drame
- Durée : 120 minutes
- Dates de sortie[1] :
  - États-Unis : 21 décembre 1984
  - France : 12 mai 1985 (festival de Cannes 1985 - compétition officielle)
  - France : 22 mai 1985

## Distribution
Légende : 1er doublage (1985), 2e doublage (2000)
- Matthew Modine (VF : Thierry Bourdon, Idem) : Birdy
- Nicolas Cage (VF : Dominique Collignon-Maurin, Maurice Decoster) : Alphonso « Al » Columbato
- John Harkins (VF : Jean Topart, Roger Carel) : Dr. Weiss
- Sandy Baron (VF : Bernard Tiphaine, Jacques Frantz) : M. Columbato
- Karen Young (VF : Rafaèle Moutier) : Hannah Roarke (Rourke en VF)
- Bruno Kirby (VF : Jean-Paul Tribout, Jean-Loup Horwitz) : Renaldi
- Nancy Fish (VF : Josiane Stoléru, Marion Game) : Mme Prevost
- George Buck (VF : Serge Lhorca, Robert Darmel) : Walt, le père de Birdy
- Dolores Sage (VF : Annie Balestra, Tamila Mesbah) : la mère de Birdy
- Robert L. Ryan : Joe Sagessa
- Cristal Field (VF : Anna Gaylor, Denise Metmer) : Mme Columbato
- James Santini : Mario Columbato
- Maude Winchester : Doris Robinson
- Marshall Bell (VF : Richard Darbois, Alain Dorval) : Ronsky
- Elizabeth Whitcraft (VF : Béatrice Bruno, Valérie Siclay) : Rosanne
- Richard Mason : Soldat blessé
- Sandra Beall : Shirley
- Victoria Nekko : Claire

## Production

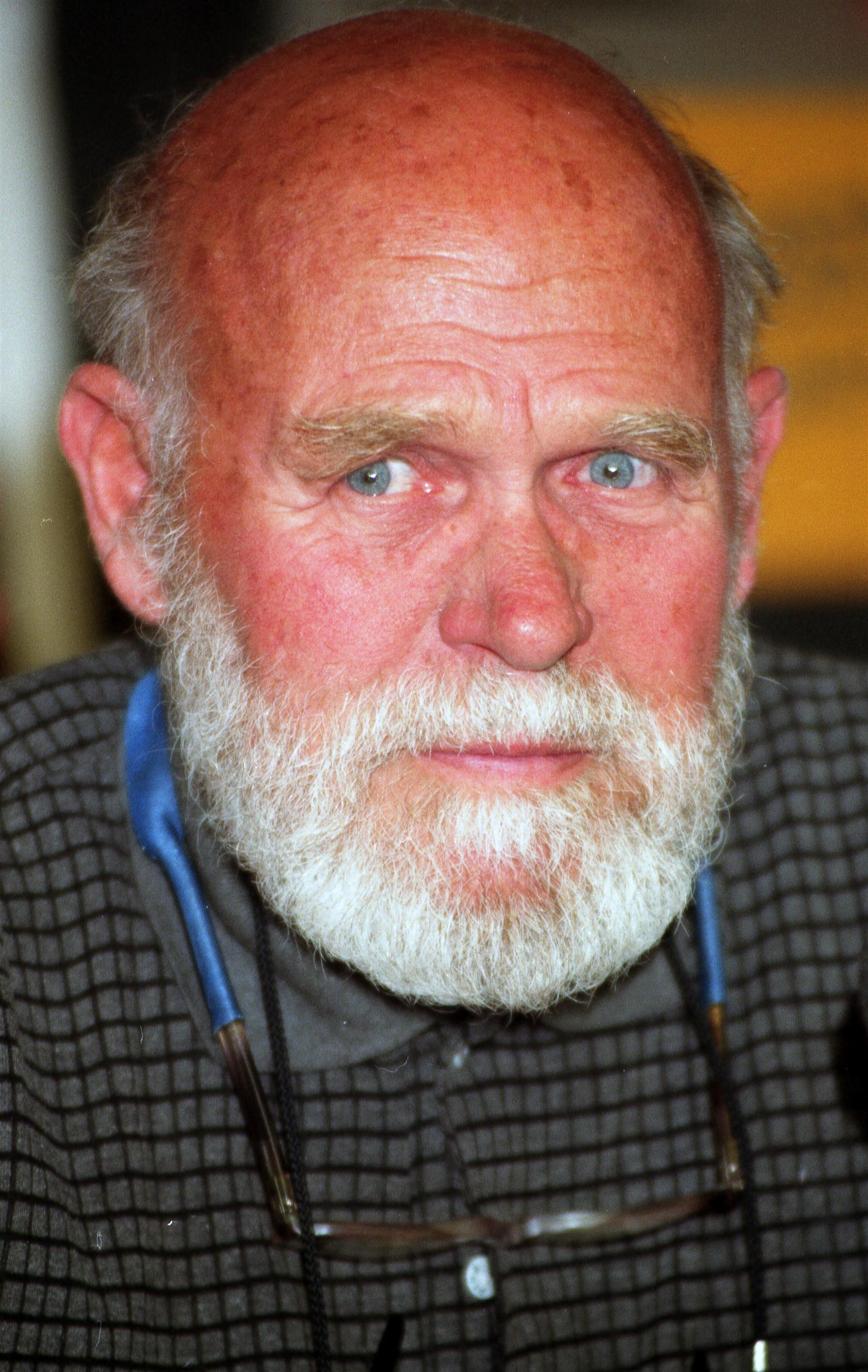
William Wharton, auteur du roman Birdy.

### Développement
Le film est l'adaptation cinématographique du roman Birdy de William Wharton, publié en 1978. Ce dernier s'est inspiré de sa propre expérience de soldat durant la Seconde Guerre mondiale. Cependant, pour coller davantage à l'époque du film, l'histoire est modifiée pour se situer durant la guerre du Viêt Nam.

### Attribution des rôles
À l'origine, Matthew Modine avait auditionné pour le rôle de Al. Mais Alan Parker préféra lui donner le rôle de Birdy.
Danny Glover, peu connu à l'époque, a tenu un tout petit rôle, finalement coupé au montage. Le film marque par ailleurs le débuts à l'écran de Marshall Bell.

### Tournage

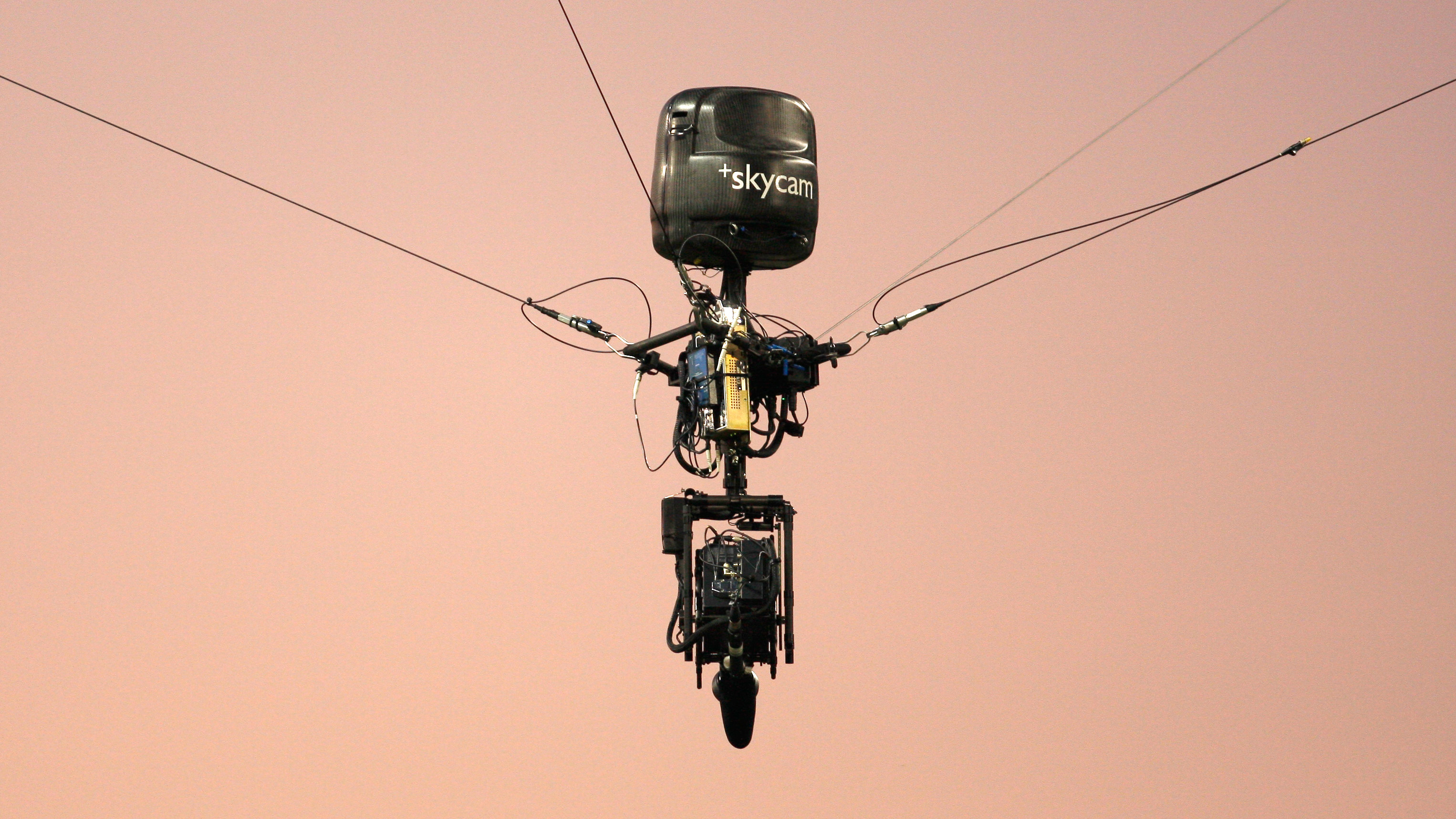
Une caméra tyrolienne, ici dans un stade de Seattle

Le film a été tourné en Californie (Santa Clara, San José, etc.) ainsi qu'à Philadelphie en Pennsylvanie et Wildwood dans le New Jersey.
Birdy est le premier long métrage à utiliser une caméra tyrolienne, fixée à des câbles reliés à quatre grues et dirigée par ordinateur. Elle est ainsi utilisée pour la scène lors de laquelle Birdy rêve qu'il vole.

### Bande originale
C'est la première bande originale de film composée par Peter Gabriel. Il a travaillé avec Alan Parker qui savait déjà plus ou moins ce qu'il voulait. Enregistrée en un week-end, elle contient des sons déjà existants (envol et chants d'oiseaux) ainsi que des rythmes indiens qui sont ensuite mixés. C'est ce qui confère au film l'univers si particulier dans lequel il baigne.
On peut par ailleurs entendre dans le film les chansons Come On, Let's Go et La bamba de Ritchie Valens.

## Accueil

### Accueil critique
Sur l'agrégateur américain Rotten Tomatoes, le film récolte 85 % d'opinions favorables pour 27 critiques.
En France, le site Allociné propose une note moyenne de 3⁄5 à partir de l'interprétation de critiques provenant de 5 titres de presse.

### Box-office
- États-Unis : 1 455 045 $[7]
- France : 1 520 237 entrées[8]

## Distinctions

### Récompenses
- National Board of Review Awards 1984 : Top Ten Films[9]
- Festival de Cannes 1985 : grand prix
- Festival international du film de Varsovie 1987 : prix du public

### Nomination
- Festival de Cannes 1985 : en compétition officielle pour la Palme d'or

## Commentaires
Birdy reprend des thèmes chers à Alan Parker : l'amitié, la liberté, la folie ainsi que la guerre et ses conséquences (notamment celle du Viêt Nam dans le film)[réf. nécessaire].
À Philadelphie, ville principale du film, on peut voir la statue de William Penn sur la place de l'hôtel de ville. Cette statue est le sujet d'une anecdote importante dans l'histoire des deux protagonistes.
Le film a connu deux doublages en France. Le second est enregistré lors de la sortie du film en DVD. Seul Thierry Bourdon double à nouveau Matthew Modine, tandis que les autres acteurs ont de nouvelles voix. Cependant le doublage d'origine reste audible dans quelques scènes au milieu du film, entre autres la discussion entre Birdy et son père dans la chaufferie du collège ou encore celle entre Al et le Dr Weiss (assis dans son divan) à l'hôpital.